# Sascha Heyer
Sascha Heyer (Zürich, 21 juli 1972) is een Zwitsers voormalig volleyballer en beachvolleyballer. In de laatste discipline werd hij in 2001 met Markus Egger Europees kampioen en won hij in 2005 met Paul Laciga de zilveren medaille bij de wereldkampioenschappen. Daarnaast nam hij als beachvolleyballer tweemaal deel aan de Olympische Spelen.

## Carrière

### Zaal
Heyer begon zijn volleybalcarrière in 1990 bij VBC Säuliamt en twee jaar later zat hij bij de nationale selectie. In 1993 maakte hij in clubverband de overstap naar MTV Näfels en later kwam hij bij het Duitse VfB Friedrichshafen. Met die club won hij in het seizoen 1998/1999 zowel de Duitse landstitel als de beker.

### Beach

#### 1995 tot en met 2004
Heyer debuteerde in 1995 in de FIVB World Tour toen hij met Patrick Egger deelnam aan het toernooi in La Baule. Het seizoen daarop speelde hij met Martin Walser vijf wedstrijden. In 1997 deed hij met Markus Egger aan vier toernooien en met Stefan Kobel aan een toernooi mee. Het daaropvolgende jaar speelde hij drie wedstrijden in de World Tour met Martin Flückiger. In 1999 vormde Heyer een team met Martin Tschudi. Het duo nam deel aan acht reguliere FIVB-toernooien en aan het kwalificatietoernooi voor de WK in Marseille, waar het tweetal het hoofdtoernooi niet wist niet te bereiken. Bij de EK in Mallorca eindigden ze als zevende. Het seizoen daarop deed hij met Walser aan drie toernooien in de World Tour deel en won hij met M. Egger de zilveren medaille bij de EK in Getxo nadat ze de finale van hun landgenoten Paul en Martin Laciga verloren hadden.
Van 2001 tot en met 2004 vormde Heyer een team met M. Egger. Het eerste jaar namen ze deel aan acht reguliere toernooien in de World Tour. Ze eindigden tweemaal in de top tien; zowel in Lignano als Marseille werden ze negende. Bij de WK in Klagenfurt bereikte het duo de zestiende finale waar het werd uitgeschakeld door de Brazilianen Emanuel Rego en Tande Ramos. In Jesolo werden Heyer en Egger daarnaast Europees kampioen door de finale van de broers Laciga te winnen. Het jaar daarop wisten ze hun titel niet te prolongeren nadat ze in de derde herkansingsronde werden uitgeschakeld door het Noorse duo Iver Horrem en Bjørn Maaseide. In de World Tour speelden ze negen wedstrijden en in Klagenfurt behaalden ze met een tweede plek hun eerste podiumplaats. Daarnaast eindigde het tweetal in Gstaad (vijfde) en Montreal (negende) eveneens in de top tien.
In 2003 namen Heyer en Egger in aanloop naar de WK in Rio de Janeiro deel aan negen FIVB-toernooien. Ze behaalden de tweede plaats in Los Angeles en bereikten verder vier keer de kwartfinale (Rodos, Gstaad, Espinho en Klagenfurt). In Rio ging het duo als groepswinnaar door naar de zestiende finale waar het verloor van het Noorse tweetal Jørre Kjemperud en Vegard Høidalen. Bij de EK in Alanya wonnen ze de bronzen medaille door de Russen Roman Arkajev en Dmitri Barsoek in de troostfinale te verslaan. Een jaar later behaalden ze achter de Duitsers Markus Dieckmann en Jonas Reckermann de zilveren medaille bij de EK in Timmendorfer Strand. In de World Tour deed het tweetal mee aan dertien toernooien. In Mallorca (tweede) en Rio (derde) eindigden ze op het podium en bij zeven van de resterende tien toernooien haalden ze de top tien. Desalniettemin wisten Heyer en Egger zich niet te plaatsen voor de Olympische Spelen in Athene daar zich al twee Zwitserse teams gekwalificeerd hadden.

#### 2005 tot en met 2012
Vanaf 2005 speelde Heyer twee seizoenen samen met Paul Laciga. Het eerste jaar bereikten ze de finale bij de WK in Berlijn, nadat ze zich via de herkansingen hadden teruggespeeld. In de finale verloren Heyer en Laciga van de Brazilianen Márcio Araújo en Fábio Luiz Magalhães en behaalden ze de zilveren medaille. In de World Tour deden ze verder mee aan negen toernooien met een vierde plaats in Parijs als beste resultaat. Het jaar daarop speelde het tweetal tien internationale wedstrijden waarbij het twee keer de top tien haalde; in Stavanger werden ze vijfde en in Parijs negende.
Van 2007 tot en met 2010 vormde Heyer vervolgens een team met Patrick Heuscher. Het eerste seizoen eindigden ze bij alle negen reguliere World Tour-toernooien in de top tien. In Shanghai (derde) en Zagreb (tweede) haalde het duo bovendien het podium. Bij de WK in Gstaad bereikten ze de zestiende finale de ze verloren van het Spaanse duo Pablo Herrera en Raúl Mesa. In Valencia werd het tweetal bij de EK in de derde herkansingsronde uitgeschakeld door de tot-Georgiërs-genaturaliseerde Brazilianen Renato Gomes en Jorge Terceiro. Het jaar daarop kwamen Heyer en Heuscher bij acht FIVB-wedstrijden niet verder dan vijf negende plaatsen (Adelaide, Praag, Berlijn, Parijs en Gstaad). Bij de EK in Hamburg werden ze vijfde nadat ze de laatste herkansingsronde van de Duitsers Christoph Dieckmann en Julius Brink verloren hadden. In Peking eindigde het duo bij de Olympische Spelen als derde in de poule. In de play-off werd het tweetal vervolgens door de Oostenrijkers Florian Gosch en Alexander Horst uitgeschakeld.

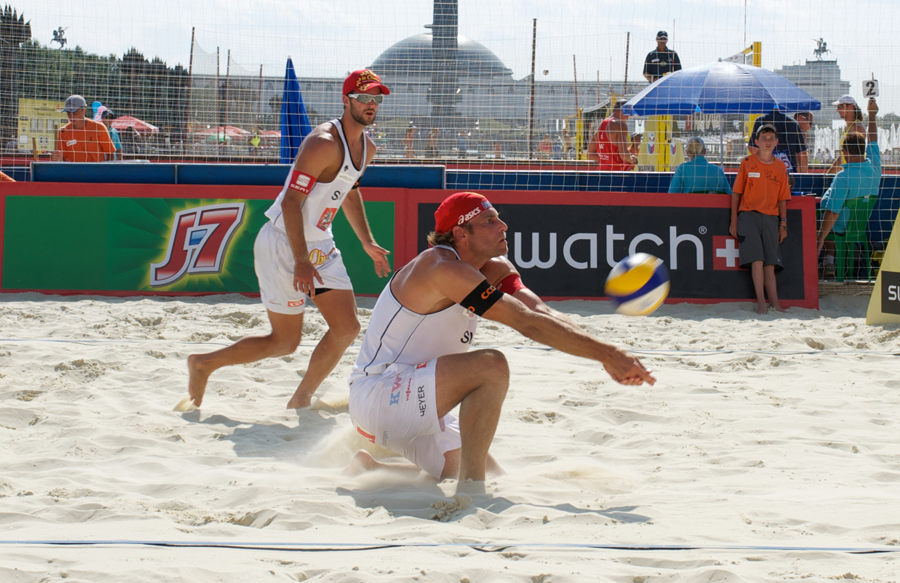
Heyer (rechts) en Chevallier in actie bij de Grand Slam in Moskou (2011)

In 2009 speelden Heyer en Heuscher negen reguliere wedstrijden in de World Tour met twee vijfde plaatsen (Gstaad en Klagenfurt) als beste resultaat. Bij de WK in Stavanger eindigden ze als negende nadat ze in de achtste finale werden uitgeschakeld door het Braziliaanse duo Araújo en Fábio Luiz. In Sotsji bereikte het tweetal bij de EK de kwartfinale die verloren ging tegen de Duitsers Brink en Reckermann. Het daaropvolgende seizoen strandden ze bij de EK in Berlijn opnieuw in de kwartfinale, ditmaal tegen de Nederlanders Reinder Nummerdor en Richard Schuil. In de World Tour kwamen ze in zeven toernooien niet verder dan een zevende plaats in Marseille.
In 2011 wisselde Heyer van partner naar Sébastien Chevallier met wie hij twee seizoenen zou spelen. Het eerste jaar namen ze deel aan de WK in Rome waar ze in de zestiende finale werden uitgeschakeld door het Deense tweetal Bo Søderberg en Anders Hoyer. In de World Tour speelden ze verder tien wedstrijden waarbij ze in Praag als derde eindigden. Bij de EK in Kristiansand kwamen ze niet verder dan de achtste finale die ze verloren van de Duitsers Brink en Reckermann. Het seizoen daarop werden Heyer en Chevallier bij de EK in Scheveningen uitgeschakeld in de zestiende finale door het Nederlandse duo Alexander Brouwer en Robert Meeuwsen. In de World Tour haalde het tweetal in acht toernooien driemaal de top tien met een derde plaats in Rome als beste resultaat. Bij de Olympische Spelen in Londen bereikten ze de achtste finale die verloren werd van de Polen Grzegorz Fijałek en Mariusz Prudel. Na afloop van de Spelen beëindigde Heyer zijn sportieve carrière.

## Palmares
Kampioenschappen
- 2000:  EK
- 2001:  EK
- 2003:  EK
- 2004:  EK
- 2005:  WK
- 2009: 9e WK
- 2012: 9e OS

FIVB World Tour
- 2002:  Grand Slam Klagenfurt
- 2003:  Grand Slam Los Angeles
- 2004:  Mallorca Open
- 2004:  Rio de Janeiro Open
- 2007:  Shanghai Open
- 2007:  Zagreb Open
- 2011:  Praag Open
- 2012:  Grand Slam Rome